# Huỳnh Anh (thiếu tướng)
Huỳnh Anh (12 tháng 12 năm 1913 – 18 tháng 7 năm 2006) là một sĩ quan Công an nhân dân Việt Nam hàm thiếu tướng, ngoài ra ông còn là một nhà tình báo, Anh hùng Lực lượng vũ trang nhân dân. Ông từng là lãnh đạo cơ quan tình báo K49, Ủy viên Ban thường vụ Tỉnh ủy, Giám đốc Công an tỉnh Thuận Hải.

## Tiểu sử
Huỳnh Anh, bí danh Chín Huỳnh, sinh ngày 12 tháng 12 năm 1913 tại xã Điện An, huyện Điện Bàn, tỉnh Quảng Nam, trong một gia đình có 3 anh em. Ông mồ côi cha từ năm 4 tuổi, sống cùng mẹ là bà Nguyễn Thị Lò. Lúc nhỏ, vì không có tiền đi học, ông vừa đi chăn trâu, vừa trốn ở sau trường làng học lỏm, thầy giáo biết được gia cảnh của ông nên cho vào học mà không cần phải trả học phí, chỉ trong một thời gian ngắn, tài học của ông đã nổi tiếng ở vùng Điện An. Học hết trường làng, ông lên Tam Kỳ học tiếp trường tỉnh. Năm 1932, Huỳnh Anh thi đậu sơ cấp (Primaire) ở trường tỉnh, khi nghe triều đình Huế mở khoa thi vào Quốc Tử Giám, ông liền xin phép thầy để ra Huế dự thi. Khi công bố kết quả thi, Huỳnh Anh đỗ đầu bảng. Liên tục 3 năm học ở Trường Quốc Tử Giám, ông đều là học sinh xuất sắc, chính vì lí do này mà ông thi đỗ và ra trường sớm hơn 2 năm.

## Sự nghiệp
Năm 1936, Huỳnh Anh được triều Nguyễn bổ nhiệm làm quan thừa phái và vào phủ Bình Thuận nhậm chức. Thấy triều đình nhà Nguyễn có rất nhiều chính sách hà khắc, bóc lột người dân, năm 1942, ông quyết định từ quan và về quê sinh sống.
Tháng 8 năm 1945, cách mạng tháng Tám bùng nổ, Huỳnh Anh tình nguyện tham gia và được tuyển chọn vào ngành Công an. Tháng 6 năm 1946, ông được kết nạp vào Đảng Cộng sản Đông Dương. Chỉ trong thời gian ngắn, ông đã đảm nhiệm chức vụ Trưởng phòng Trinh sát và năm 1947 đã làm Trưởng Công an huyện Tam Kỳ, tỉnh Quảng Nam. Đến đầu năm 1948, ông được giao làm Trưởng Ty Công an tỉnh Quảng Ngãi (1948–1950). Năm 1951, ông được cử giữ chức trưởng Phòng Bảo vệ chính trị Công an Liên khu V sau khi đoạt được nhiều thành tích. Đến năm 1952, ông được điều sang Bộ Tư lệnh Liên khu V phụ trách Ban Bảo vệ các chiến dịch gồm bộ phận bảo vệ căn cứ và bộ phận bảo vệ chiến trường. Trong trận đập tan cứ điểm Măng Đen, Kon Tum đêm ngày 27 tháng 1 năm 1954, mở màn chiến dịch Đông Xuân, Huỳnh Anh là người chịu trách nhiệm lập kế hoạch nghi binh, cứ điểm bị san bằng sau vài giờ nổ súng. Sau chiến thắng Điện Biên Phủ, ông bàn giao chiến trường Gia Lai – Kon Tum và được lệnh rút vào hoạt động bí mật, xây dựng mạng lưới bí mật trong vùng tạm chiếm. Sau khi hiệp định Genève được kí kết, ông tập kết ra Bắc và về nhận công tác tại Bộ Công an.
Năm 1961, dưới vỏ bọc chuyên viên trong đoàn Chính phủ Việt Nam Dân chủ Cộng hòa, ông lên đường sang Genève (Thụy Sĩ) dự hội nghị quốc tế về Lào. Nhiệm vụ chính của ông là tìm cách bí mật đến biên giới giữa Thụy Sĩ và Ý để gặp một điệp báo khác với biệt danh Diệp Sơn (tức thiếu tướng Nguyễn Đình Ngọc) để truyền đạt chỉ thị và giao nhiệm vụ của Bộ trưởng Trần Quốc Hoàn và đặc biệt là giao cho Diệp Sơn vai trò Cương lĩnh của Mặt trận Dân tộc Giải phóng Miền Nam Việt Nam. Điệp vụ phối hợp giữa hai chiến sĩ tình báo Huỳnh Anh và Diệp Sơn được đánh giá là đã phục vụ tốt yêu cầu tuyên truyền đường lối đối ngoại của Đảng Cộng sản Việt Nam trên trường quốc tế. Sau điệp vụ ở Thụy Sĩ, ông còn tiếp tục có mặt ở Thái Lan và Campuchia. Đến năm 1962, khi cách mạng miền Nam đang khó khăn, ông đã vượt đường Trường Sơn vào Nam chiến đấu, chi viện cho An ninh Trung ương cục miền Nam, là Ủy viên Trung ương cục đồng thời là Trưởng ban An ninh Khu VI. 
Ngay sau khi miền Nam giải phóng năm 1975, gia đình ông chuyển vào Nam. Năm 1976, ông được điều về làm Giám đốc Công an tỉnh Thuận Hải. Từ sau khi thống nhất đất nước, tỉnh Thuận Hải phải đối mặt với nạn vượt biên trên biển ồ ạt, tổ chức phản động FULRO chống phá nhà nước. Ông đã đưa ra nhiều chủ trương, tích cực tuyên truyền giải thích chống Fulro bịa đặt, xuyên tạc đồng thời nắm vững và phát hiện nhanh những mối liên lạc giữa Fulro với dân để ngăn chặn kịp thời, vận động nhân dân cùng công an đấu tranh, kêu gọi những người theo Fulro quy hàng.
Huỳnh Anh nghỉ hưu vào năm 1986, ngày 18 tháng 7 năm 2006, ông qua đời ở tuổi 92. Năm 2010, ông được nhà nước Việt Nam truy tặng danh hiệu Anh hùng Lực lượng vũ trang nhân dân.

## Bên lề
Sau một thời gian dài chiến đấu tại miền Nam, đến năm 1974, khi trở ra Hà Nội, Huỳnh Anh được Bộ Công an cho biết bài thơ "Mừng thọ Bác" do ông sáng tác vào năm 1962 đã được ông Vũ Kỳ đọc cho Chủ tịch Hồ Chí Minh nghe nhân dịp sinh nhật của ông.

## Khen thưởng

### Danh hiệu
- Anh hùng lực lượng vũ trang nhân dân (2010).

### Huân, huy chương
- Huân chương Độc lập hạng Nhất.
- Huân chương Quân công hạng Nhất.
- Huân chương Kháng chiến hạng Nhất.
- Huân chương Quyết thắng hạng Nhất.
- Huy hiệu 60 năm tuổi Đảng.